# Il feroce Saladino
Il feroce Saladino è un film del 1937 diretto da Mario Bonnard.

## Trama
Pompeo Darly, un illusionista “scienziato”, senza la speranza di raggiungere il meritato successo della sua mimica demenziale, si esibisce nei teatri più disperati. Il suo numero, sempre uguale, prevede la scelta di persone dal pubblico (d'accordo con lui) e ipnotizzarle. Quando lo spettacolo, per stupidità del pubblico, va male, si trova costretto a scappare a gambe levate.
Rimasto senza lavoro, conosce Dora, una giovane donna che aspira a diventare cantante, colpito dalla di lei grazia, decide di aiutarla a raggiungere il successo.
Dora, in poco tempo, trova subito un insegnante di canto, Gastone.
A Pompeo, invece, non ne va bene una. 
Dopo vari tentativi di rientrare nel giro, accetta di fare il venditore di caramelle e cioccolatini nel Teatro Apollo del commendator Fani, che ha avuto pietà di lui.
Ma questa volta la fortuna è dalla sua parte: nelle confezioni che vende, la gente trova le rarissime figurine del «Feroce Saladino», provenienti dal concorso a premi legato al programma radiofonico I Quattro Moschettieri (1934-1937) di Nizza e Morbelli, offerto dalla Perugina e dalla Buitoni.
La scoperta delle figurine provoca un terribile scompiglio in sala e questo ispira a Pompeo l'idea di realizzare uno spettacolo di rivista sul tema, con lui nei panni del Saladino. Dora ha la parte della bella Sulamita, la preferita di Saladino, e l’operazione si rivela un successone.

## Produzione

### Cast
- Si tratta del secondo film di Alida Valli, all'epoca ancora allieva del Centro sperimentale di cinematografia.
- Alberto Sordi appare nello spettacolo «Il feroce Saladino» in una comparsata travestito da leone.

## Accoglienza

### Critica
Sandro De Feo scrive sul Messaggero di Roma dell'8 dicembre 1937: "La satira contenuta in questa specie di grottesco musicale, ha ormai perso gran parte dell'attualità, in seguito alle disposizioni egualitarie sulle figurine e ha quindi un sapore storico. Ma il ricordo della febbre saladinica che percorse la penisola un anno fa è ancora così vivo che quelli che ne furono affetti, non potranno non gustare i riferimenti all'epidemia di cui il film è pieno".

## Restauro
Il film venne restaurato nel 2006 dalla Fondazione Cineteca Italiana dal Museo nazionale del Cinema di Torino e dalla Cineteca di Bologna - Laboratorio L'Immagine Ritrovata, in collaborazione con Jaeger Le Coultre, la Biennale di Venezia, Provincia di Milano – Settore Cultura e il Ministero per i Beni e le Attività Culturali, e presentata in una sezione collaterale della 63ª Mostra internazionale d'arte cinematografica di Venezia: tale versione è mancante degli ultimi due minuti, sopravvissuti soltanto in audio.